# École normale supérieure de Lyon
École normale supérieure de Lyon (ENS Lyon) — французька Grande école, розташована в місті Ліон. Це одна з чотирьох престижних вищих нормальних шкіл Франції. Школа складається з двох академічних підрозділів — мистецтва та науки - з кампусами в Ліоні, поблизу злиття річок Рона та Сона.
Студенти ENSL зазвичай мають особливий статус державних службовців після багатьох конкурсів за умови, що вони продовжують свою кар’єру на державній службі.

## Знамениті випускники
- Седрик Віллані, французький математик, лауреат премії Філдса 2010 року